# 2041
2041 (MMXLI) kommer att bli ett normalår som börjar en tisdag i den gregorianska kalendern.

## Framtida händelser

### Mars
- 10 mars – Passage av kometen 14P/Volfa nära Jupiter. Diametern på kometens kärna uppskattas till  4,6 kilometer.

### Okänt datum
- Antarktisfördraget upphör, vilket innebär att vilken nation som helst får utnyttja kontinenten ifråga. Fördraget kommer dock troligast att förlängas.
- Planerat färdigställande av det föreslagna projektet att bygga en järnväg som förbinder Moskva och New York.[1]